# Pick-by-Voice
Pick-by-Voice (zu Deutsch etwa „Kommissionieren nach Stimme“); auch Pick-to-Voice, Pick2Voice, Voice-Picking, Move-by-voice bzw. Sprachkommissionierung; ist ein „belegloses“ Kommissionierverfahren. Dabei findet die Kommunikation zwischen Kommissioniersystem und Kommissionierer mittels Sprache statt. Anstatt ausgedruckter Kommissionierlisten oder Datenfunkterminals arbeitet der Kommissionierer mit einem kabelgebundenen oder kabellosen Headset, welches entweder an einen handelsüblichen Pocket-PC oder ein eigens dafür konstruiertes Gerät angeschlossen ist.
Die Aufträge werden vom Lagerverwaltungssystem mittels Funk, meist WLAN an den Kommissionierer gesendet. Die erste Sprachausgabe umfasst das Regal von dem Waren entnommen werden sollen. Ist der Kommissionierer dort angelangt, nennt er eine am Regal angebrachte Prüfziffer oder einen Prüfbuchstaben, womit das System eine Überprüfung vornehmen kann. Wurde die richtige Prüfziffer genannt, wird der Kommissionierer angewiesen wie viele Einheiten er aus dem Regal entnehmen soll. Nach Entnahme quittiert der Kommissionierer diesen Vorgang mittels Schlüsselwörtern, die vom Rechner mittels Spracherkennung verstanden werden. 

## Vor- und Nachteile
| Vorteile | Nachteile |
| - Hände und Augen frei beim Kommissionieren. - Weniger Fehler als bei Kommissionierung mittels Pickzettel. - Höhere Kommissionierleistung. - Höhere Konzentration durch Zuhören und reduzierte Kollegengespräche. - Weniger Unfallgefahr durch intuitive Umfeldbeobachtung. | - Die Kommunikation zwischen Kommissionierern ist nur noch eingeschränkt möglich, wenn sie geschlossene Kopfhörer tragen. Alternativ und den Arbeitsschutzbestimmungen genügend gibt es monaurale einseitige oder halboffene binaurale Headsets, die kabelgebunden oder mit Bluetooth kabellos funktionieren. - Nicht in allen Sprachen verfügbar. - Soll der Kommissionierer mehrere Artikel aus derselben Regalzone entnehmen, dauert dies unter Umständen länger als mit Pickliste, da er jeden entnommenen Artikel erst bestätigen muss, um die nächste Artikelnummer angesagt zu bekommen. Es fehlt also der Gesamtüberblick über die zu entnehmenden Artikel. Hier ist die Kommissionierung mittels Pickliste noch bedeutend schneller. Alternativ könnte der Prozess dahingehend geändert werden, dass nach der Fachansage der Prüfziffernabfrage nur noch die zu entnehmende Menge angesagt wird – also der komplette Verzicht auf die Artikelnummer. - Wenn die Spracherkennung nicht richtig arbeitet, kostet beispielsweise die Korrektur der Artikelnummer unnötige Zeit. Bei Beibehaltung von langen Artikelnummern (Barcode ähnlich) sollte die Verwendung von kabelgebundenen/Bluetooth-Scannern im Paralleleinsatz am Pick-by-Voice-Gerät erwogen werden. - Nebengeräusche können als Befehl erkannt werden. Das führt dazu, dass Befehle wiederholt werden müssen. Hierdurch sinkt die Kommissionergeschwindigkeit und der Kommissionierer wird gestresst. - Hörgeräteträger (HdO/IdO) können mit dem System Schwierigkeiten bekommen, es sei denn es gibt Systeme, die Hörgeräte kompatibel sind. |